# Gillmeria
Gillmeria ist eine in der Holarktis verbreitete Gattung von Schmetterlingen aus der Familie der Federmotten (Pterophoridae).

## Merkmale
An der Vorderseite des Kopfes befindet sich eine Schuppenbürste. Die Palpen sind lang und schlank. Die Vorderflügel haben normalerweise eine ziemlich spitze Form und eine nur wenig entwickelte Zeichnung. Das Costaldreieck wird nur von einigen kleinen Linien und Punkten angedeutet. Am Flügelaußenrand des dritten Flügellappens des Hinterflügels befindet sich ein schwach ausgebildeter sogenannter Schuppenzahn. Die europäischen Vertreter der Gattung Gillmeria erreichen eine Flügelspannweite von 17 bis 28 Millimetern.
Die Valven sind symmetrisch. Der basale Bereich des Sacculus ist oft weiter als der distale Bereich und von diesem deutlich abgetrennt. Die weiblichen Genitalien ähneln denen der Gattung Platyptilia.

## Verbreitung
Die Vertreter der Gattung Gillmeria sind in der Holarktis verbreitet. Ein einzelnes Exemplar von Gillmeria pallidactyla wurde in Brasilien gesammelt.

## Lebensweise
Bei den bisher bekannten Nahrungspflanzen handelt es sich um Arten aus den Korbblütlergattungen Achillea (Schafgarben) und Tanacetum (Wucherblumen).

## Systematik
Das Typusexemplar ist Gillmeria ochrodactyla [Denis & Schiffermüller], 1775. Weltweit sind gegenwärtig 14 Arten bekannt, von denen fünf Arten auch in Europa vorkommen:
- Gillmeria albertae (Barnes & Lindsey, 1921)
- Gillmeria armeniaca (Zagulajev, 1984) Europa
- Gillmeria irakella (Amsel, 1959)
- Gillmeria macrornis (Meyrick, 1930) Europa
- Gillmeria melanoschista (Fletcher, 1940)
- Gillmeria miantodactylus (Zeller, 1841) Europa
- Gillmeria ochrodactyla (Denis & Schiffermüller, 1775) Europa
- Gillmeria omissalis (Fletcher, 1925)
- Gillmeria pallidactyla (Haworth, 1811) Europa
- Gillmeria rhusiodactylu (Fuchs, 1903)
- Gillmeria scutata (Yano, 1961)
- Gillmeria stenoptiloides (Filipjev, 1927)
- Gillmeria tetradactyla (Linnaeus, 1761)
- Gillmeria vesta Ustjuzhanin, 1996